# Luis Laserpower
Luis Laserpower (ehemals Luis & Laserpower) war von 2006 bis 2014 eine Pop-Rock-Band aus Berlin.

## Geschichte
Sänger Luis Baltes betätigte sich bereits als Rapper und Beatboxer und lernte 2006 auf der Popakademie Mannheim Bassistin Judith sowie Sebastian (Gitarre) und Sebastian (Schlagzeug) kennen. Sie gründeten zusammen die Band unter dem Namen „Luis & Laserpower“, die später nach Berlin umsiedelte und in „Luis Laserpower“ umbenannt wurde.
Luis Laserpower spielte bereits auf Festivals wie dem Southside, Arena of Pop oder Rheinkultur und traten als Support von u. a. Deichkind, Juli, MIA. oder Turbostaat auf.
Im September 2014 löste sich die Band auf.

## Diskografie
- 2008: Laser Neon Strobo Bass (EP)
- 2012: Kurz & Schmerzlos (EP, Very Us Records)
- 2013: Mond (EP, Very Us Records)
- 2013: Futura (Album, Very Us Records)